# Eduardo Feinmann
Eduardo Guillermo Feinmann (Buenos Aires, 31 de octubre de 1958) es un abogado, periodista, analista político, presentador de radio y televisión argentino. Fue columnista político en el programa de radio El oro y el moro conducido por Oscar El Negro González Oro en Radio 10. También condujo Dicho y Hecho en la misma emisora.
Desde 2007 hasta 2015, fue el presentador del informativo El Diario en el canal C5N. Luego, desde abril de 2017 hasta diciembre de 2020, dirigió El Noticiero en la señal A24, perteneciente al Grupo América. Desde marzo de 2018, condujo el programa matutino Alguien tiene que decirlo por Radio Rivadavia y desde febrero de 2022 conduce el programa del mismo nombre por Radio Mitre. En febrero de 2021 volvió a presentar El Noticiero pero esta vez por la señal La Nación +, perteneciente al tradicional diario argentino La Nación. Desde febrero de 2025, vuelve a conducir El Noticiero por la señal de A24.

## Biografía

### Comienzos
Feinmann nació en el seno de una familia de ascendencia judía en el barrio de Belgrano, Buenos Aires. Estudió Derecho en la Universidad de Buenos Aires donde se graduó de abogado. Durante este tiempo participó en la agrupación política universitaria Unión para la Apertura Universitaria (UPAU), el cual era el brazo estudiantil de la Unión del Centro Democrático (UCeDé). Fue uno de los fundadores y ocupó los primeros lugares en la boleta de la UPAU en 1983 pero no llegó a obtener ningún cargo. Como abogado trabajó en derecho comercial para la empresa de su padre.
Hacia finales de la década de los ochenta, inició su carrera en el periodismo, en la cual fue creciendo en protagonismo de forma progresiva. Comenzó como reportero de exteriores en 1989 en el programa de Santo Biasatti en Radio Del Plata y columnista antes de consagrarse como conductor estrella. Feinmann declaró en una entrevista con Luis Novaresio, para el diario digital Infobae, que allí aprendió sus primeros movimientos en el oficio periodístico.

### Radio
Comenzó a trabajar en radio en 1989 como movilero (reportero de exteriores) del programa de Santo Biasatti en Radio Del Plata. En 1998 trabajó en el programa La Vida y El Canto que conducía Antonio Carrizo en Radio Rivadavia. Entre 1993 y 1997 integró el programa Hoy por Hoy, conducido por Néstor Ibarra en Radio Mitre.
Fue columnista político de El Oro y el Moro, que conducía «El Negro» González Oro en Radio 10. Allí estuvo 16 años. En el 2000, año en que también, era columnista del programa de Marcela Feudale "El programa de Marcela" que se transmitía por las tardes de lunes a viernes desde Radio 10. En el programa El Oro y el Moro, ante una diferencia de opinión, se abalanzó sobre Oro llevándolo contra el vidrio del estudio que daba a la calle. Cabe destacar que en la actualidad son muy buenos amigos y compañeros de emisora. Durante una entrevista para Infobae contaron la anécdota y cómo resolvieron sus diferencias.
En marzo de 2014 comenzó a conducir Dicho y Hecho en Radio 10, un ciclo de actualidad junto con Valeria Mirabella, Paulo Kablan, Yanina Latorre, Emiliano Pinzón, Roberto Funes Ugarte, Ignacio Bulián y Francisco Mues. En enero de 2016 fue despedido de la radio. Desde febrero de 2016 hasta noviembre de 2019 condujo Feinmann 910 en Radio La Red, en reemplazo de Luis Majul. A partir de febrero de 2020 se sumó a la programación de Radio Rivadavia (AM 630), conduciendo el programa Alguien tiene que decirlo, con un equipo conformado por Claudio Zin, Guadalupe Vázquez y Manuel Adorni.
Desde el 1 de febrero del 2022, Eduardo Feinmann conduce la primera mañana de Radio Mitre, de 6 a 10. El equipo del programa de radio está integrado por María Isabel Sánchez, Rolo Villar, Leandro Buonsante, Gabriel Iezzi, Guillermo Laborda y Alberto Cormillot.

### Televisión
En 1996 tuvo su primer trabajo televisivo como columnista del noticiero ATC Noticias y en Mediodía con Mauro, ambos emitidos por ATC. Desde el año 1999 hasta el presente es conductor del programa político Sensación Térmica, que se transmite a través de la señal de cable Metro.
Entre 2001 y 2002 fue columnista del programa Después de Hora, conducido por Daniel Hadad y emitido por América TV. Ingresó a las filas de C5N, como columnista y posteriormente como conductor en el programa Sala de Situación hasta que obtuvo su propio espacio en el programa de emisión diaria en horario central El Diario, noticiero estelar de la cadena. Por tener una voz discordante, durante una entrevista ocurrió una polémica entre presentadores que resultó en la anulación de su contrato después de grabar su última edición: "Estaban incómodos con mi forma de pensar", comentó Feinmann.
En febrero de 2016, se sumó como panelista de Animales sueltos, programa político en ese entonces conducido por Alejandro Fantino en América TV. En marzo de 2017 se sumó a A24 para conducir El Noticiero de A24 junto a Marcela Tauro, Sergio Berensztein, Paulo Vilouta, Gabriel Iezzi y Luis Rosales. 
En agosto del 2017, durante una entrevista ocurrió un cruce con Romina Manguel sobre el recuento de votos en las PASO del mismo año. Luego de esa discusión, Feinmann decidió renunciar al programa de América TV.
En diciembre de 2020 finalizó su contrato con A24 para pasar a formar parte de las filas de LN+ a partir de febrero de 2021.

## Vida personal
Eduardo Feinmann mantiene desde 2017 una relación estable con Lucía Auat, abogada oriunda de Santiago del Estero, con quien tiene una hija de nombre Esmeralda. El filósofo José Pablo Feinmann es primo hermano de su padre Enrique. Eduardo ha manifestado que no existía una buena relación entre ambos. Durante un altercado en la vía pública en noviembre de 2015, su medio hermano, Diego Feinmann, fue asesinado de un disparo por el novio de su expareja.
En varias oportunidades ha sido seleccionado como una de las personalidades más destacadas por la opinión pública argentina, en la encuesta anual de las 100 personas más influyentes de Argentina de la consultora Giacobbe & Asociados para la revista Noticias. Practicó equitación hasta el año 2012, cuando sufrió un accidente en el Club Hípico Alemán. Luego de este suceso, comenzó a practicar tenis asiduamente.[cita requerida]
El columnista Roberto Navarro declaró públicamente que gracias a Eduardo Feinmann sigue con vida. El 18 de febrero de 2015, durante la marcha por la muerte del fiscal Alberto Nisman, sufrió un accidente isquémico. "Es algo muy feo, como un ACV, similar a un derrame cerebral que dura pocos segundos. Y él me salvó. Me pongo mal... yo no me puedo olvidar de eso", relató Navarro, quien, pese a las diferencias ideológicas y a las controversias que protagonizaron al aire, valoró la asistencia de su excompañero cuando sufrió este episodio.
El 19 de agosto de 2020, Eduardo Feinmann confirmó haber contraído la COVID-19 tras realizarse un hisopado que resultó positivo. Ese mismo día, debió ausentarse de la conducción radial y televisiva por una afonía, sin haber tenido síntomas previamente. Un mes antes, a causa de una cefalea, había decidido retirarse de su programa de televisión en vivo, pero terminaría siendo una falsa alarma. El 25 de agosto, a menos de una semana de conocerse la noticia, Feinmann fue internado en el Sanatorio Otamendi por un cuadro de fiebre alta. Asimismo, su compañero de radio y televisión, el Dr. Claudio Zin, y la locutora Mariana Clark, quien también trabaja junto a ellos en Radio Rivadavia, fueron diagnosticados con COVID-19. Pocas horas después, los periodistas Mariano Obarrio y Guadalupe Vázquez, colegas suyos en la televisión y en la radio, respectivamente, informaron ser parte de la lista de casos positivos. Casi una semana después, el día 31 del mismo mes, Eduardo Feinmann recibió el alta médica para continuar la recuperación en su casa por un período de 15 días. Durante su internación, sufrió una neumonía y debió utilizar mascarilla, sin haber sido necesaria la intubación o la derivación a la unidad de terapia intensiva, pero teniendo un control médico permanente.
El 15 de septiembre, sus compañeros de Radio Rivadavia anunciaron que el conductor debía postergar su reincorporación a causa del dolor muscular persistente. El día 7 había realizado una breve reaparición en su programa radial. Siendo entrevistado, expresó la difícil situación de salud que enfrentó y agradeció públicamente a los médicos que lo asistieron, a sus colegas, por su especial labor durante su ausencia, y a su pareja, Lucía Auat, quien también lo ayudó en su convalecencia. El 21 de septiembre, luego de enfrentar la enfermedad durante un mes y habiéndose recuperado con éxito, Eduardo Feinmann regresó a sus programas de radio y televisión junto a todo su equipo periodístico.

## Controversias y denuncias
En 2006, un grupo de familiares de las víctimas del incendio en la discoteca República Cromañón, denunció ante la Comisión Interamericana de Derechos Humanos de la OEA a Feinmann y a su jefe, Daniel Hadad, debido a la cobertura informativa realizada por Canal 9 y por Radio 10 (ambos de la gestión Hadad) que, según ellos, "se realizaron 'operaciones de prensa' y 'desinformación' para favorecer al ex jefe de Gobierno de la Ciudad de Buenos Aires, Aníbal Ibarra, en la investigación." 
En 2007, junto al abogado Roberto Politto fue denunciado por presuntas calumnias e injurias ya que Politto habría afirmado en un programa conducido por Feinmann que Irene Hurtig era uno de los autores materiales del homicidio de la socióloga María Marta García Belsunce.
Feinmann afirmó que, en el canal C5N (en ese entonces propiedad del empresario Cristóbal López), los periodistas tenían prohibido mostrar los cacerolazos. Luego de estas declaraciones, se dieron a conocer archivos de programas de Feinmann trasmitiendo en vivo diferentes cacerolazos, entre ellos el 8N cuando la gente agredía a su movilero Néstor Dib.
En enero de 2017 fue denunciado por difundir noticias falsas sobre una supuesta política migratoria de Bolivia. La noticia fue desmentida por el gobierno boliviano de Evo Morales. En 2017 en el programa Animales Sueltos Feinmann difundió un video sobre un supuesto tiroteo entre la policía argentina con narcos paraguayos. Días después se confirmó la falsedad del video, ya que los hechos evidenciados habían ocurrido en otro país y siete años antes, en el río Cimitarra, en Colombia, y fue transmitido en un canal de noticias RCN Noticias y no en Argentina.
En 2017, al manifestarse en contra de una Ley provincial que obligaba a reconocer que hubo 30 mil desaparecidos en manos de la última dictadura militar, Feinmann afirmó en Twitter que "Ese número fue inventado por un montonero en Holanda", haciendo referencia a declaraciones de un exmilitante de Montoneros.

### Causa desestimada por presuntas injurias al Partido Obrero
En diciembre de 2008, el Partido Obrero demandó por 7 millones de pesos a Aníbal Fernández (por entonces Jefe de Gabinete de Ministros del Gobierno nacional), a C5N (en ese entonces propiedad de Daniel Hadad) y a Feinmann por dichos relativos al incendio de varios vagones de ferrocarril en Buenos Aires el 4 de septiembre de 2008. El periodista le había dicho a un militante de esa organización (de profesión docente) apellidado Escobar, durante una entrevista: "usted le enseña a los chicos a quemar trenes".
Luego editorializó diciendo:

"Estos grupos de izquierda, estos grupos sociales van midiendo hasta dónde pueden llegar. Entonces hacen lo siguiente: llegan hasta un lugar y tiran piedras, si ven que las autoridades no aparecen después dejan de tirar piedras e incendian un vagón. Terminan de incendiar los nueve vagones y después van a dar vuelta por los autos. Y si nadie aparece, van midiendo. Se llaman ejercicios pre-revolucionarios."

Feinmann argumentó de que sólo retransmitía lo dicho por Fernández y el Partido Obrero sostuvo que el periodista había ido más allá de una función informativa "mediante el recurso de agregar adjetivaciones injuriantes y calumniosas". En primera instancia el fallo hizo lugar a la demanda y el 21 de noviembre de 2014 la sentencia fue revocada por la Cámara de Apelaciones en lo Civil con fundamento en la defensa de la libertad de expresión y que las manifestaciones de Feinman «no exceden el límite exigible ni resultan denigrantes sino que se refieren a hechos y no son juicios de valor».

### Juicio contra Google
En diciembre de 2013, Feinmann perdió una demanda contra los buscadores Google y Yahoo! reclamando que se retirasen de los resultados de búsquedas las entradas correspondientes a una publicación de la red social Taringa! y el artículo de su biografía en la enciclopedia Wikipedia. El fallo de segunda instancia (tras una apelación del demandante) consideró que "admitir la medida cautelar solicitada importaría restringir —en las circunstancias descriptas— la búsqueda, recepción y difusión de información e ideas, derecho garantizado por la Constitución Nacional, los Pactos Internacionales que la integran y la ley 26.032, y limitaría el 'debate libre' que permite internet, elemental en un sistema democrático y republicano". En particular, en relación con el artículo de Wikipedia, la Cámara sostuvo que "desarrolla una serie de descripciones relativas a diferentes acontecimientos en los que habría participado el nombrado en su condición de periodista y conductor radial y televisivo. Tales episodios de la vida profesional de Feinmann son expuestos como síntesis de una sucesión de publicaciones periodísticas que son citadas como referencia de lo que en esa página virtual se detalla".